# Pârâul Pântei, Neamț
Pârâul Pântei este un sat în comuna Borca din județul Neamț, Moldova, România.